# Boulevard Talbot
Pour les articles homonymes, voir Talbot (homonymie).
Le boulevard Talbot, ou route du Parc des Laurentides, est le tronçon nord de la route 175 qui relie l'arrondissement Chicoutimi de la ville de Saguenay à Stoneham-et-Tewkesbury près de la ville de Québec. 

## Situation et accès
Il constitue la portion la plus achalandée des liaisons routières entre le Saguenay–Lac-Saint-Jean et le reste du Québec ainsi que la plus importante artère commerciale de la région. 
On y retrouve les deux principaux centres d'achats de l'arrondissement (Place du Royaume à l'est du boulevard et Place du Saguenay à l'ouest). Au nord, la route se termine par un carrefour giratoire donnant une vue directe, en surplomb, de la rivière Saguenay, les falaises de Chicoutimi-Nord et le magnifique Mont-Valin. Le carrefour donne sur la rue Jacques-Cartier.

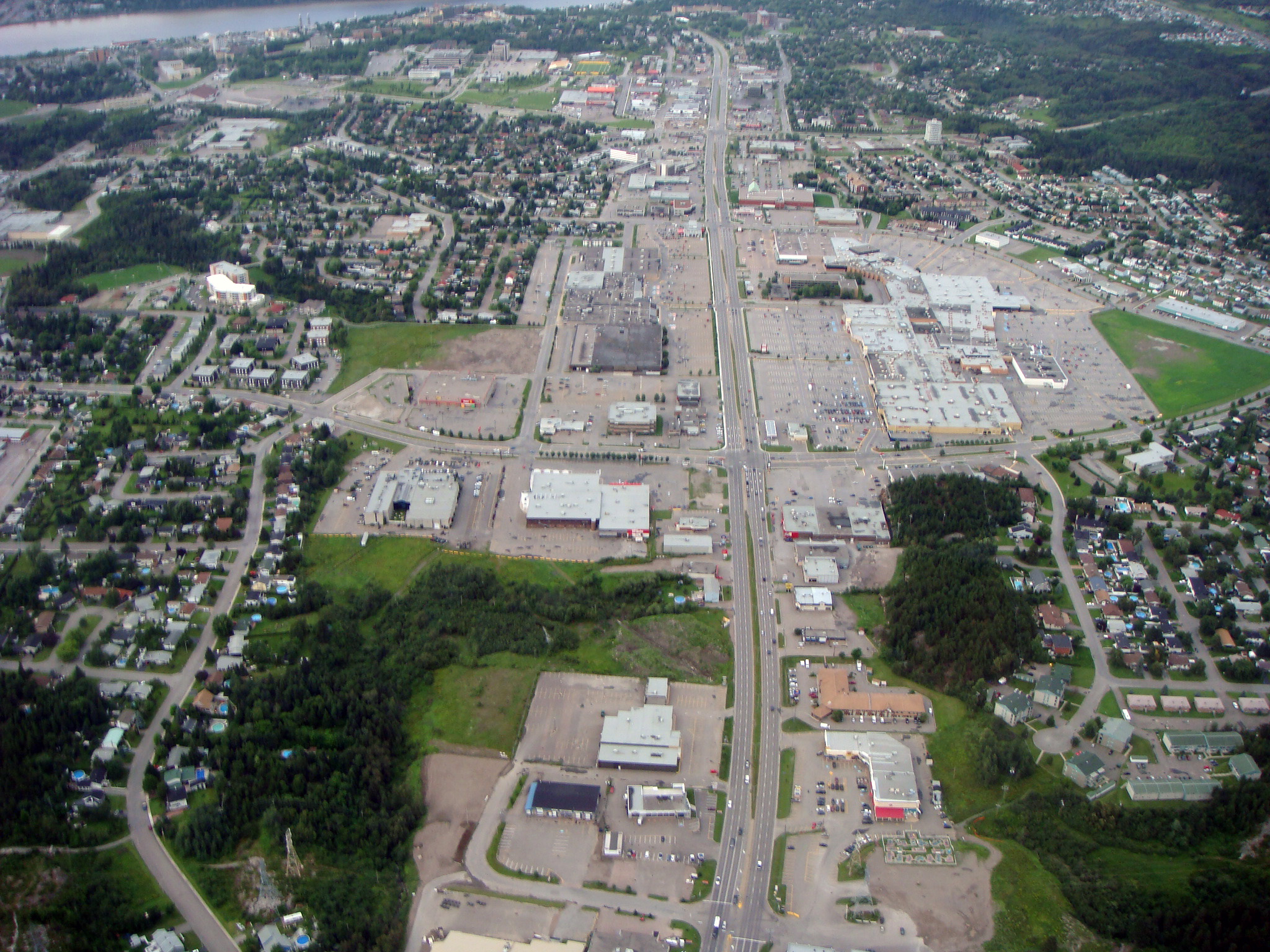
Vue aérienne, à la hauteur des centres d'achats de Chicoutimi
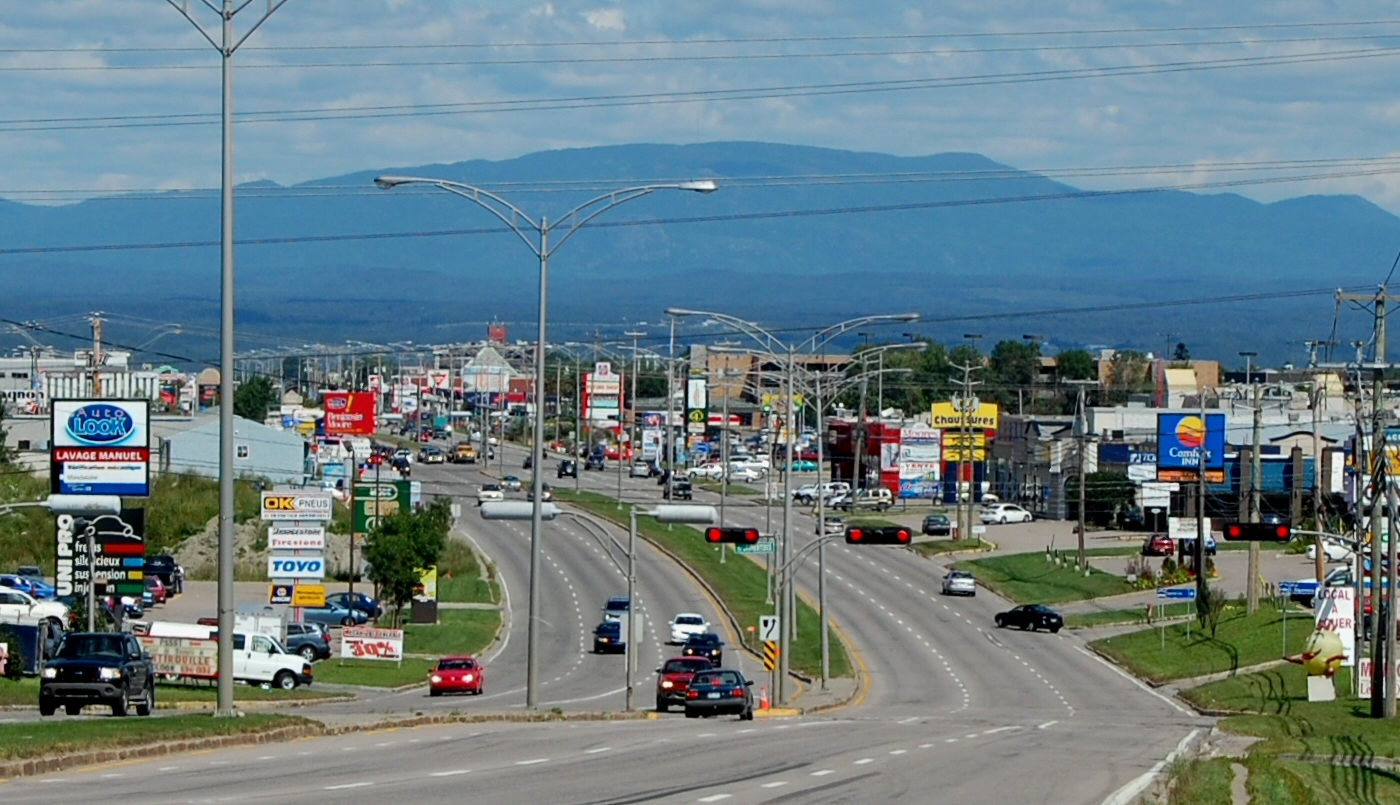
Autre vue de la portion commerciale

## Origine du nom
Ce boulevard prend son nom du député unioniste Antonio Talbot qui fut représentant de la circonscription provinciale de Chicoutimi de 1938 à 1965 et qui, de 1944 à 1960, remplit la fonction de ministre de la Voirie du Québec.

## Historique
Dans les années 60, le paysage urbain de la ville de Chicoutimi est chamboulé. Un nouveau quartier résidentiel est développé par l’homme d’affaires John Murdock. Un complexe locatif et de toutes nouvelles maisons sont construits là où sera plus tard nommé le Boulevard Talbot. C’est le premier pas vers un développement important de ce secteur.
En 1968, l’homme d’affaires Henry Segal ouvre les portes du premier centre commercial de la région du Saguenay-Lac-Saint-Jean, Place du Saguenay. Ce nouveau concept de magasinage ne tarde pas à faire fureur et génère un engouement sans pareil auprès de nombreux investisseurs, favorisant ainsi le développement de nouveaux quartiers résidentiels et de l’axe commercial du Boulevard Talbot.

### Zone Talbot
En 2010, a vu le jour le regroupement de gens d’affaires «Zone Talbot». Avec plus de 500 membres à son actif, cette association a pour but d’accroître la visibilité et le développement du boulevard pour ainsi participer à l’épanouissement économique de la région. Couvrant un territoire de 12 km, Zone Talbot compte aujourd’hui avec l’appui de divers entrepreneurs locaux et propriétaires d’immeubles commerciaux.
Zone Talbot a entrepris, en mai 2019, les démarches pour devenir une Société de développement commercial (SDC)

## Sources
- Commission de toponymie du Québec - Boulevard Talbot